# Miljacka
 Ovo je glavno značenje pojma Miljacka. Za druga značenja pogledajte Miljacka (razdvojba).
Miljacka je rijeka u središnjoj Bosni i Hercegovini. 

## Opis
Miljacka je desna pritoka Bosne, a nastaje kod Sarajeva, spajanjem Paljanske Miljacke i Mokranjske Miljacke. 
Paljanska Miljacka izvire nekoliko kilometera istočno od Sarajeva u mjestu Pale. S Pala Miljacka teče istočno kroz Sarajevo prema rijeci Bosni u koju se ulijeva.

## Mostovi
Na Miljacki se nalazi više desetina mostova, u tursko doba 13, od čega je pet kamenih, a nastaju do kraja 16. stoljeća. 
- Eiffelov most u sarajevskom naselju Skenderiji. Njegov arhitekt je Gustave Eiffel, isti čovjek koji je napravio i Eiffelov toranj u Parizu, Francuska. Poznat je i
- Latinska ćuprija, vjerojatno najpoznatiji most u Sarajevu. Pokraj njega je Gavrilo Princip 1914. godine izvršio atentat na Franju Ferdinanda. Ona dobiva ime po dubrovačkoj koloniji Latinluk, a sagrađen je krajem 18 stoljeća kao zadužbina trgovca hadži Abdulaha Brige;
- Čobanija izgrađen 1557 od strane izvjesnog čobana (otuda ime) Hasana Vojvode. Godine 1886. izgrađen je željezni most, ali se srušio zbog loše izvedbe, pa je 1888. na njegom mjesti sagrađen novi;
- Ćumurija izgradio ga je Hadži Hasan 1556 (po drugima 1567.), popravljan nekoliko puta i zamijenjen željeznim elementima 1886;
- Kozja ćuprija, izgrađena u prvoj polovici 16. stoljeća, dug 42 metra i jedan od najljepšeih malenih bosanskih mostova;
- Šeher-Ćehajina ćuprija pod Alifakovcem izgrađen (1585.), proglašen je u siječnju 2005. nacionalnim spomenikom;
- Carev most, sagrađen, 1897. g, prvi je armirano-betonski most u Sarajevu;
- Drvenija most sagrađen 1898. g. za vrijeme Austro-ugarske vladavine, i rekonstruiran 1995, dijelom je od metala;
- Drvenija most na bendbaši kojega više nema, a služio je za hvatanje naplavnog drveta, izgrađen je po svoj prilici 1782.;
- Drvenija most kod Đumišića medrese izgrađen prije 1659. i uništen 1896.;
- Hadži Bešlijin most, izgradio ga je Hadži Bešlija 1792;
- Hadži Nuhana Bičakčića most, kojega je izgradio Hadži Nuhan Bičakčić, možda negdje pred kraj 18. stoljeća, a održao se do pred kraj 19. stoljeća;
- Skenderija most, je bio drveni most, što ga je izgradio Skender-paša u 15. stoljeću. Novi željezni most izgrađen je 1893;
- Čiršihana, izgradio ga je neki Židovski trgovac u 18 stoljeću na mjestu mosta Vrbanja. Dobio je ime po ćiršihani, maloj tvornici ljepila u njegovoj blizini.
- Novi Most Vijećnica, izgrađen 2003.

Susjedni mostovi na Željeznici i Bosni: Rustem-pašin most (nazvan po paši Opukoviću) na rijeci Željeznici u Ilidži s 15 lukova, a sagradio ga je veliki Rustem-paša u 16 stoljeću. srušen je 1888/1889 a ponovno rekonstruiran 1962. Most na Plandištu izgrađen je u prvoj polovici 16. stoljeća preko rijeke Bosne 'kao zapadna kapija' Sarajeva, a utemeljitelj mu je nepoznat. Dug je 40 metara, a širok 4,55. Rekonstruirao ga je Gazi Ali-paša ili Rustem-paša.

## Vanjske poveznice
- Sarajevski mostovi  Arhivirana inačica izvorne stranice od 11. studenoga 2007. (Wayback Machine)